# Seven Summits
Die jeweils höchsten Berge der sieben Kontinente werden inoffiziell als die Seven Summits [ˈsɛvən ˈsʌmɪts] (englisch für ‚sieben Gipfel‘) bezeichnet. Je nach Auffassung der Grenzen Europas und Australiens zum asiatischen Kontinent erfüllen unterschiedliche Berge diese Definition, so dass mindestens neun Gipfel in Frage kommen.
Alle Seven Summits zu besteigen gilt als besondere Herausforderung des Bergsteigens. Als Erster vollendete der US-Amerikaner Dick Bass diese Serie durch seinen Gipfelerfolg auf dem Mount Everest am 30. April 1985; dabei zählte er den Mount Kosciuszko als höchsten Berg des australischen Festlands zur Liste (Bass-Liste). An prominenter Stelle vertrat der Südtiroler Bergsteiger Reinhold Messner eine alternative Auflistung, gemäß einer weit verbreiteten geografischen Auffassung über die Ausdehnung des australischen Kontinents zählte er den Puncak Jaya auf der Insel Neuguinea zu den Seven Summits (Messner-Liste). Diese deutlich schwierigere Variante konnte der Kanadier Patrick Morrow am 5. August 1986, vier Monate vor Messner, als Erster vollenden.

## Definition
Der Bezeichnung „Seven Summits“ lag ursprünglich eine geographische Vorstellung zugrunde, nach der die Landmassen der Erde aus sieben Kontinenten bestehen: Afrika, die Antarktis, Asien, Australien, Europa, Nordamerika und Südamerika. Andere mögliche Einteilungen führen zu einer anderen Zahl, siehe Anzahl der Kontinente. Wegen unterschiedlicher Interpretationen der Kontinentalgrenzen – unter geographischen und geopolitischen Gesichtspunkten – gibt es mehrere mögliche Definitionen der Seven Summits. Relevant sind dabei die Grenzen Europas und Australiens.

### Europa

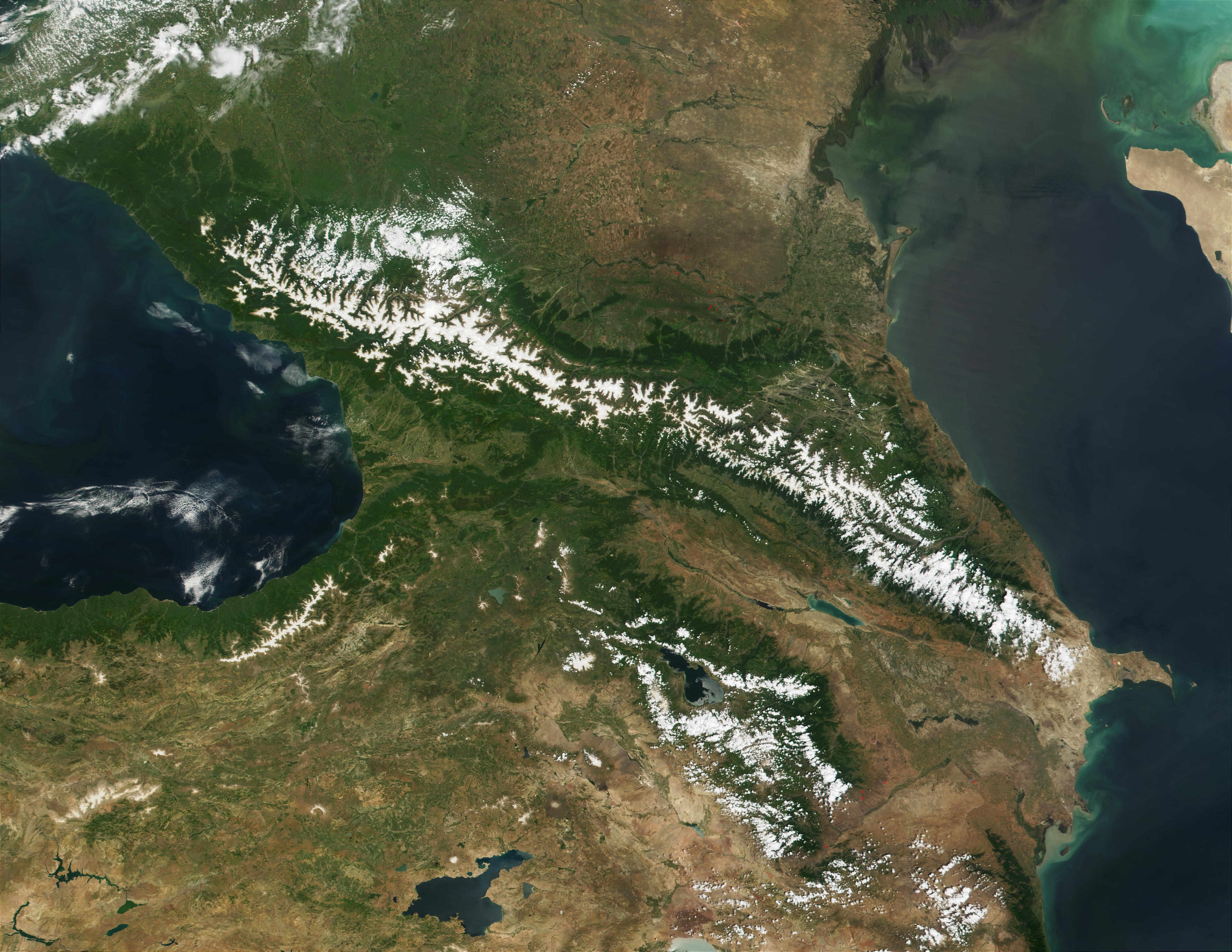
Satellitenbild des Kaukasus zwischen Schwarzem und Kaspischem Meer. Bildet er oder die nördlichere Manytschniederung die europäisch-asiatische Grenze?

Die Antwort auf die Frage, welcher der höchste Berg Europas ist, hängt entscheidend davon ab, wo die innereurasische Grenze festgelegt wird. Hierfür gibt es weder eine eindeutige geographische noch eine allgemein anerkannte historische oder völkerrechtliche Definition. Von manchen wird die Manytschniederung nördlich des Großen Kaukasus als Grenzlinie betrachtet, von anderen der Hauptkamm des Großen Kaukasus, sprich die Wasserscheide zwischen seiner Nord- und Südflanke. Folgt man der ersten Variante, gilt der 4805 Meter hohe Mont Blanc in den Alpen als höchster Berg Europas. Diese Auffassung war in Europa bis zum Ende des 18. Jahrhunderts unbestritten. Folgt man der zweiten Auffassung, wird der Mont Blanc durch acht Kaukasus-Gipfel übertroffen, die sich nördlich des Hauptkamms befinden. Der 5642 Meter hohe Elbrus als höchster dieser Gipfel und des gesamten Kaukasus wäre dann der höchste Berg Europas. Zumindest in Bergsteigerkreisen gilt diese Variante allgemein als akzeptiert.

### Australien

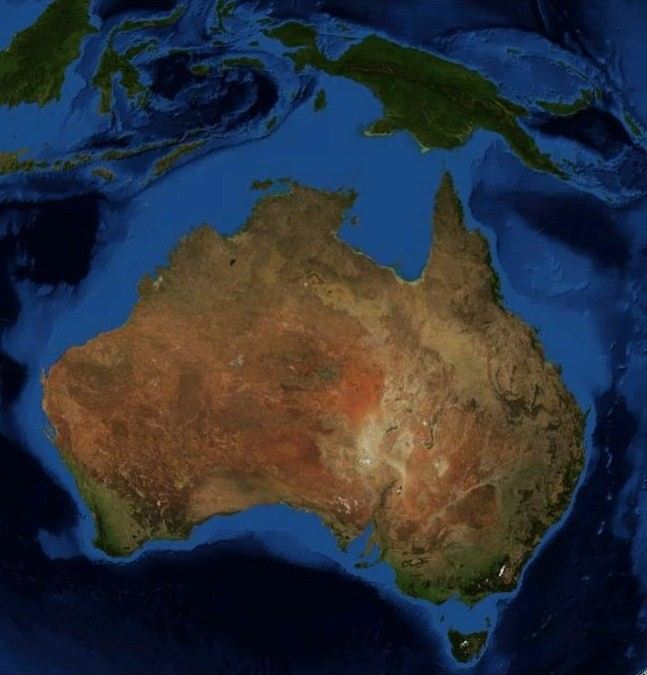
Die australische Hauptlandmasse, hellblau hervorgehoben der Kontinentalschelf, auf dem auch die Inseln Neuguinea im Norden und Tasmanien im Süden liegen

Komplizierter ist die Lage in Bezug auf Australien: Die höchste Erhebung der australischen Hauptlandmasse, die im allgemeinen Sprachgebrauch häufig als Kontinent verstanden wird, ist der Mount Kosciuszko mit 2228 Metern. Vereinzelt wird auf den Vulkan Big Ben auf der Heard-Insel abgestellt, der hoheitlich zum Staat Australien zählt, wenngleich er fernab der Landmasse im südlichen Indischen Ozean liegt. Dessen höchster Punkt, Mawson Peak, ist mit 2745 Metern höher als der Mount Kosciuszko. Nimmt man Australien und Neuseeland zusammen, werden beide Berge vom 3724 Meter hohen Aoraki/Mount Cook überragt. Der australische Kontinent umfasst geographisch allerdings auch die vorgelagerten Inseln Tasmanien und Neuguinea. Auf Neuguinea liegt der Puncak Jaya, auch Carstensz-Pyramide und früher „Djalaspitze“ genannt. Er ist 4884 Meter hoch und damit die höchste Erhebung des Kontinents.
Insbesondere aus kulturellen und politischen Gründen wird Australien mit den anderen Inselstaaten des Pazifiks unter der Bezeichnung „Ozeanien“ zu einem Kontinent zusammengefasst. Die Carstensz-Pyramide gehört zum Staat Indonesien und damit politisch gesehen eher zu Asien. Nach einer politischen Grenzziehung wäre demnach der Mount Wilhelm, der mit einer Höhe von 4509 Metern der höchste Berg Papua-Neuguineas ist, auch der höchste Ozeaniens. Die Idee, den Mount Wilhelm zu den Seven Summits zu zählen, hat jedoch kaum Unterstützung erfahren.

### Die Listen von Bass und Messner
Die erste Auflistung der Seven Summits stammt von Dick Bass und enthält neben dem asiatischen Mount Everest (von den Anliegern als „Sagarmatha“ bzw. „Chomolungma“ bezeichnet), dem südamerikanischen Aconcagua, dem nordamerikanischen Denali (damals noch „Mount McKinley“ genannt), dem afrikanischen Kibo (umgangssprachlich „Kilimandscharo“) und dem antarktischen Mount Vinson, den Elbrus als Vertreter Europas und den Mount Kosciuszko für den australischen Kontinent.
Ein Gegenvorschlag stammt von Reinhold Messner, der den Mount Kosciuszko durch den Puncak Jaya ersetzt, der auch Carstensz-Pyramide genannt wird. Dieser Vorschlag kann aus alpinistischer Sicht als größere Herausforderung verstanden werden, da die Besteigung der Carstensz-Pyramide als deutlich anspruchsvoller gilt als die des Mount Kosciuszko.
Der Besteigungs-Chronist Harry Kikstra favorisiert Messners Carstensz-Liste, führte aber zusammen mit Eberhard Jurgalski bis Ende 2011 Listen zu drei Varianten: Besteigungen nach der Messner-Liste, Besteigungen nach der traditionellen Liste von Bass sowie ein Verzeichnis jener Bergsteiger, die sowohl die Carstensz-Pyramide (Messner) als auch den Mount Kosciuszko (Bass) bestiegen hatten. In einer später veröffentlichten Liste, die den Stand Mitte 2016 wiedergibt, gab Kikstra nicht mehr an, welche von den drei Varianten jeweils absolviert wurde.
Die Listen von Bass beziehungsweise Messner können unter Bergsteigern als Referenzpunkte für die Seven Summits angesehen werden. Viele Seven-Summit-Sammler besteigen zusätzlich den Mont Blanc, der in keiner der beiden Listen enthalten ist.

## Übersicht

### Karte
| + 1 2 3 4 5 6 7 8 9 |
| Position der insgesamt neun Gipfel, die je nach Definition der Kontinentalgrenzen für die Seven Summits in Frage kommen. In jedem Fall zählen zu den Seven Summits: Aconcagua (1), Denali (2), Mount Everest (3), Kibo (4), Mount Vinson (5) Für Australien kommen zwei Gipfel in Betracht: Mount Kosciuszko (6) und Puncak Jaya (7) Für Europa kommen zwei Gipfel in Betracht: Mont Blanc (8) und Elbrus (9) Die Farben zeigen Höhen über dem Meeresspiegel an. Gelb: bis 1000 m, Orange: bis 2000 m, Rotstufen: bis 5000 m, Grau: höher. |

### Tabelle
Die folgenden neun Berge werden – je nach Definition – zu den Seven Summits gezählt. In den Spalten LB, LM und LH sind die Berge markiert, die in den Listen von Bass, Messner bzw. Hackett enthalten sind.
| Kontinent   | Gipfel           | Höhe   | Lage                          | Gebirge               | Land                       | Erstbesteigung                                                            | LB | LM | LH |
| ----------- | ---------------- | ------ | ----------------------------- | --------------------- | -------------------------- | ------------------------------------------------------------------------- | -- | -- | -- |
| Afrika      | Kibo             | 5895 m | 3° 3′ 54″ S, 37° 21′ 33″ O    | Kilimandscharo-Massiv | Tansania                   | 6. Okt. 1889 durch H. Meyer, L. Purtscheller                              | ✔  | ✔  | ✔  |
| Antarktika  | Mount Vinson     | 4892 m | 78° 31′ 31″ S, 85° 37′ 2″ W   | Sentinel Range        | – ∗                        | 17. Dez. 1966 durch N. Clinch, B. Corbet, J. Evans, W. Long, P. Schoening | ✔  | ✔  | ✔  |
| Asien       | Mount Everest    | 8848 m | 27° 59′ 17″ N, 86° 55′ 31″ O  | Himalaya              | Volksrepublik China, Nepal | 29. Mai 1953 durch E. Hillary, T. Norgay                                  | ✔  | ✔  | ✔  |
| Australien  | Puncak Jaya      | 4884 m | 4° 5′ 0″ S, 137° 11′ 6″ O     | Sudirman-Gebirge      | Indonesien                 | 13. Feb. 1962 durch H. Harrer, A. Huizenga, R. Kippax, P. Temple          |    | ✔  |    |
| Australien  | Mount Kosciuszko | 2228 m | 36° 27′ 21″ S, 148° 15′ 48″ O | Great Dividing Range  | Australien                 | 15. Feb. 1840 durch P. de Strzelecki                                      | ✔  |    | ✔  |
| Europa      | Mont Blanc       | 4805 m | 45° 49′ 57″ N, 6° 51′ 52″ O   | Alpen                 | Frankreich, Italien        | 7. Aug. 1786 durch J. Balmat, M. Paccard                                  |    |    | ✔  |
| Europa      | Elbrus           | 5642 m | 43° 21′ 18″ N, 42° 26′ 21″ O  | Kaukasus              | Russland                   | 28. Juli 1874 durch F. Gardiner, F. Grove, P. Knubel, H. Walker           | ✔  | ✔  |    |
| Nordamerika | Denali ∗∗        | 6190 m | 63° 4′ 9″ N, 151° 0′ 28″ W    | Alaskakette           | Vereinigte Staaten         | 7. Juni 1913 durch W. Harper, H. Karstens, H. Stuck, R. Tatum             | ✔  | ✔  | ✔  |
| Südamerika  | Aconcagua        | 6961 m | 32° 39′ 12″ S, 70° 0′ 42″ W   | Anden                 | Argentinien                | 14. Jan. 1897 durch M. Zurbriggen                                         | ✔  | ✔  | ✔  |

## Die Seven Summits

### Mount Everest

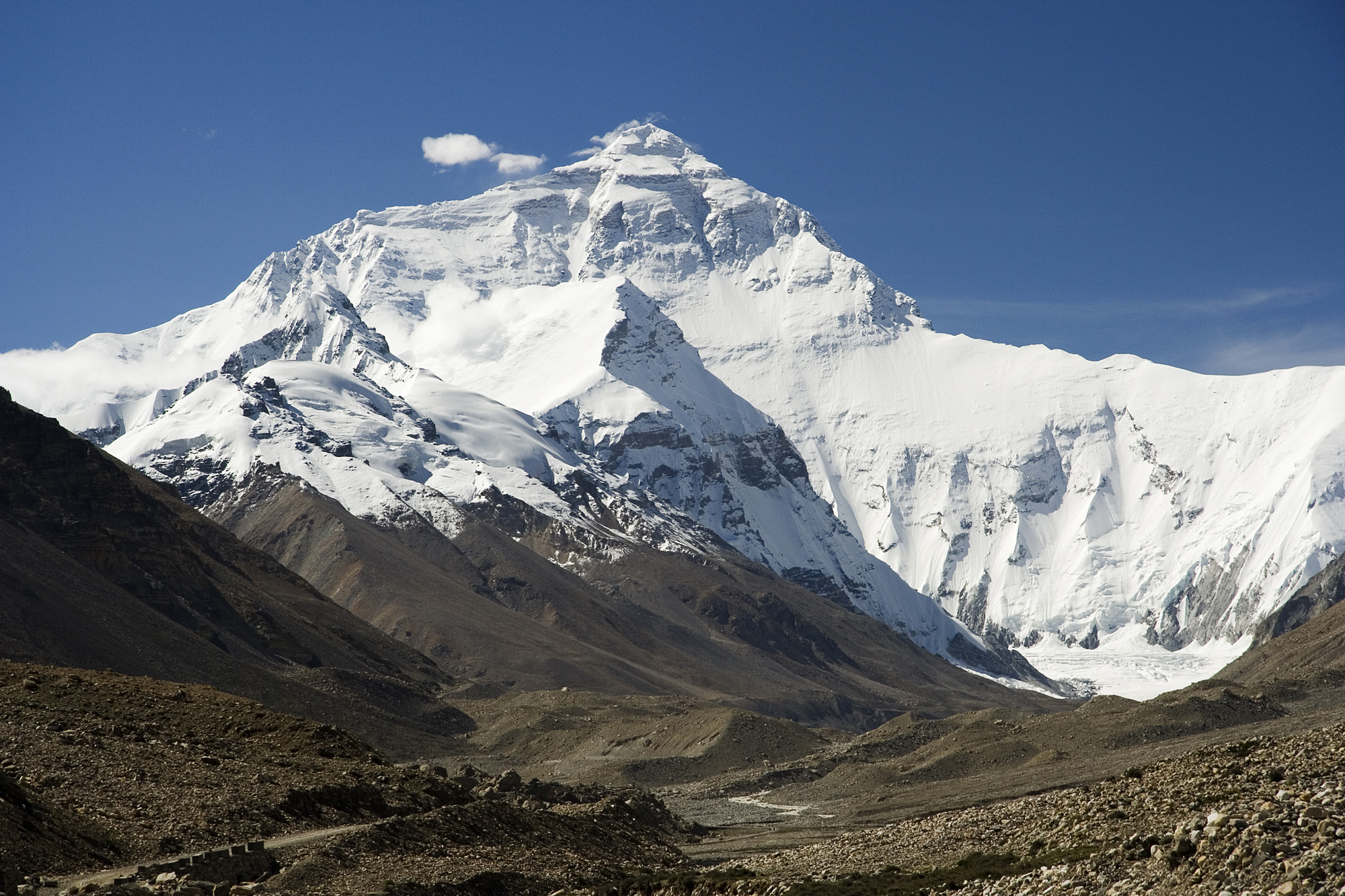
Die Nordseite des Mount Everest

Der Mount Everest (nepalesisch Sagarmatha; tibetisch Chomolungma) ist mit 8848 Metern über dem Meeresspiegel der höchste Berg der Erde und damit auch der höchste Asiens. Er ist der einzige Achttausender unter den Seven Summits und überragt den zweithöchsten Berg in der Liste um knapp 1900 Höhenmeter. Seine Lage im Himalaya markiert die Grenze zwischen Nepal und Chinas autonomem Gebiet Tibet; auf nepalesischer Seite liegt er im Sagarmatha-Nationalpark.
Die Besteigungsgeschichte des Mount Everest beginnt in den 1920er Jahren. Die Erstbesteigung gelang dem Neuseeländer Sir Edmund Hillary gemeinsam mit dem nepalesischen Sherpa Tenzing Norgay am 29. Mai 1953. Die Schwierigkeiten seiner Besteigung liegen in geringen Temperaturen, plötzlichen Wetterumschwüngen und der sauerstoffarmen Luft in der sogenannten Todeszone. Dennoch hat sich am Mount Everest ein regelrechter „Besteigungstourismus“ entwickelt. Bis Mitte 2010 ist die Zahl der erfolgreichen Besteigungen auf über 4500 angestiegen. Mehr als 200 Menschen ließen bei Besteigungsversuchen ihr Leben (Stand: Mai 2011).

### Aconcagua

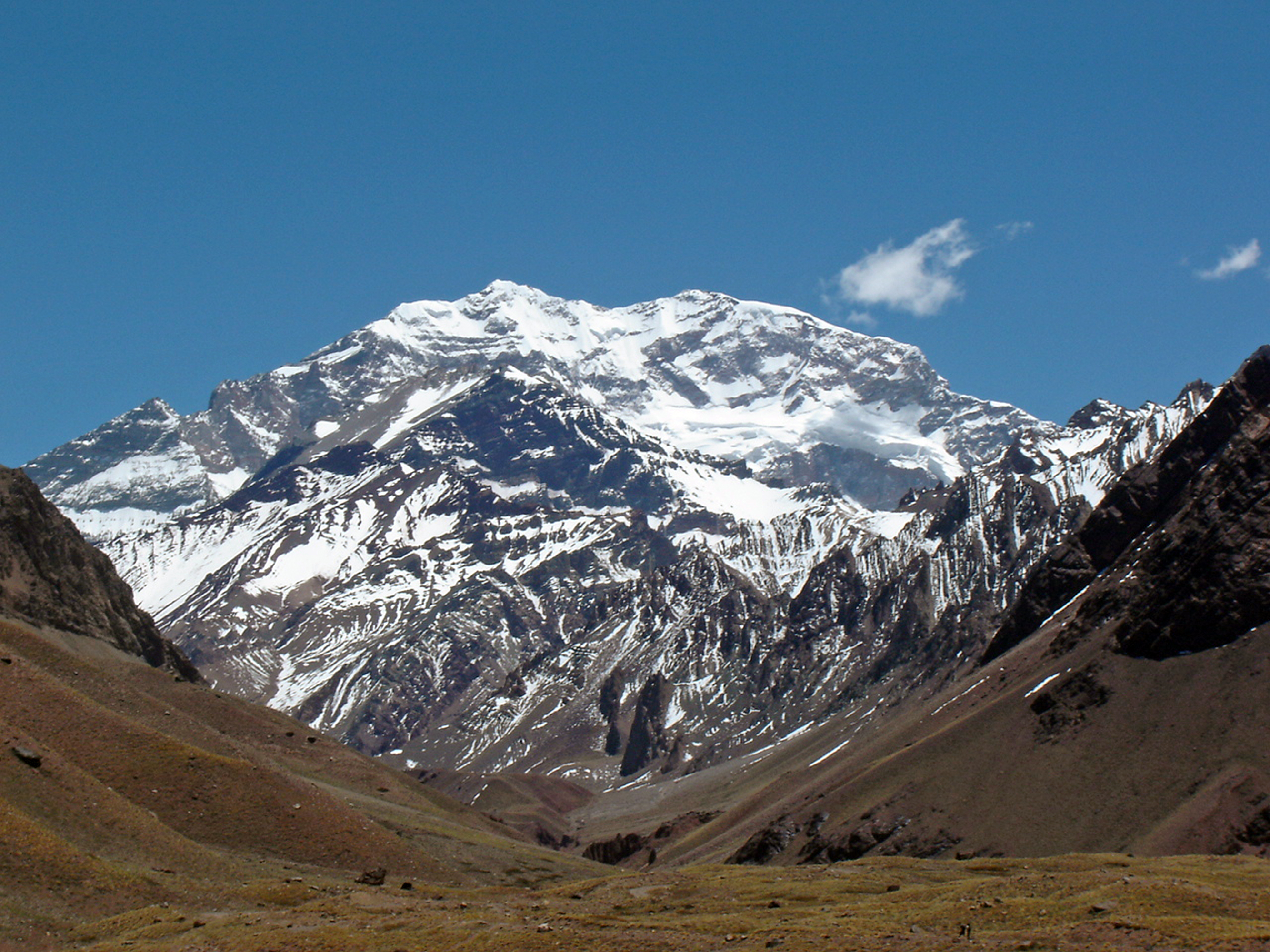
Aconcagua

Der zweithöchste der Seven Summits ist der Aconcagua (mit komplettem Namen: Cerro Aconcagua). Der in den Anden auf argentinischem Territorium gelegene Berg misst 6961 Meter in der Höhe und ist damit die höchste Erhebung Südamerikas. Zugleich ist er der höchste Berg außerhalb Asiens. Seine große Entfernung zum Himalaya verleiht ihm eine Dominanz von 16.520 Kilometern. Der Aconcagua ist dadurch gemessen an Dominanz und Schartenhöhe jeweils der zweithöchste Berg der Erde nach dem Mount Everest. Er ist Namensgeber für den ihn umgebenden Parque Provincial Aconcagua.
Die Besteigungsgeschichte des Aconcagua beginnt im frühen 19. Jahrhundert. Ende des Jahrhunderts konnte erstmals dokumentiert eine Expedition bis zum Gipfel vordringen: Der Schweizer Expeditionsführer Matthias Zurbriggen erreichte am 14. Januar 1897 den höchstgelegenen Punkt Südamerikas, wenige Tage später folgten ihm zwei weitere Expeditionsteilnehmer. Der Aconcagua gilt heute als relativ leicht zu besteigender Berg, der wegen seines sanften Anstiegs je nach Route ohne Verwendung von Klettertechniken bestiegen werden kann. Eine Akklimatisation an die Höhenluft ist auf fast 7000 Metern jedoch unabdingbar. Zu Beginn des 21. Jahrhunderts machten sich um die 3000 Bergsteiger pro Saison auf den Weg zum Gipfel, in der Saison 2009/10 waren es über 3700. Die Erfolgsquote liegt bei 40 %.

### Denali

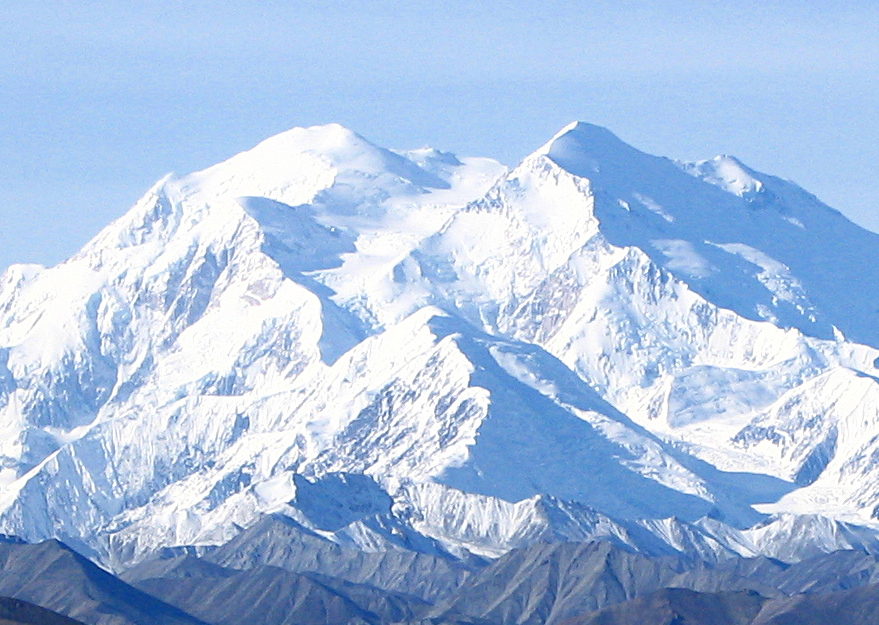
Denali von Nordosten

Der höchste Berg Nordamerikas ist mit 6190 Metern Höhe der Denali (athapaskisch ‚der Hohe‘), der bis 2015 offiziell Mount McKinley hieß. Als höchster Punkt der Alaskakette liegt er im Denali-Nationalpark im zentralen Alaska und damit auf dem Hoheitsgebiet der Vereinigten Staaten. Gemessen an seiner Dominanz und seiner Schartenhöhe ist der Denali jeweils der drittprominenteste Berg der Erde nach Mount Everest und Aconcagua. Der Berg gilt als einer der klimatisch extremsten der Erde und wird durch widriges Wetter, starke Winde und besonders tiefe Temperaturen charakterisiert. Die Temperatur auf dem Gipfel steigt selten über −15 °C; Temperaturen unter −30 °C und orkanartige Winde mit Geschwindigkeiten über 120 km/h sind in den Höhenlagen keine Seltenheit.
Anfang des 20. Jahrhunderts wurden die ersten Besteigungsversuche unternommen. Als Erste erreichten der US-Amerikaner Hudson Stuck und die Briten Henry Peter Karstens, Walter Harper und Robert Tatum am 7. Juni 1913 den Gipfel. Seither steigt die Zahl der Besteigungen an. In den 1990er und 2000er Jahren versuchten sich zwischen 1000 und 1300 Bergsteiger im Jahr am Denali; rund die Hälfte erreicht ihr Ziel.

### Kibo

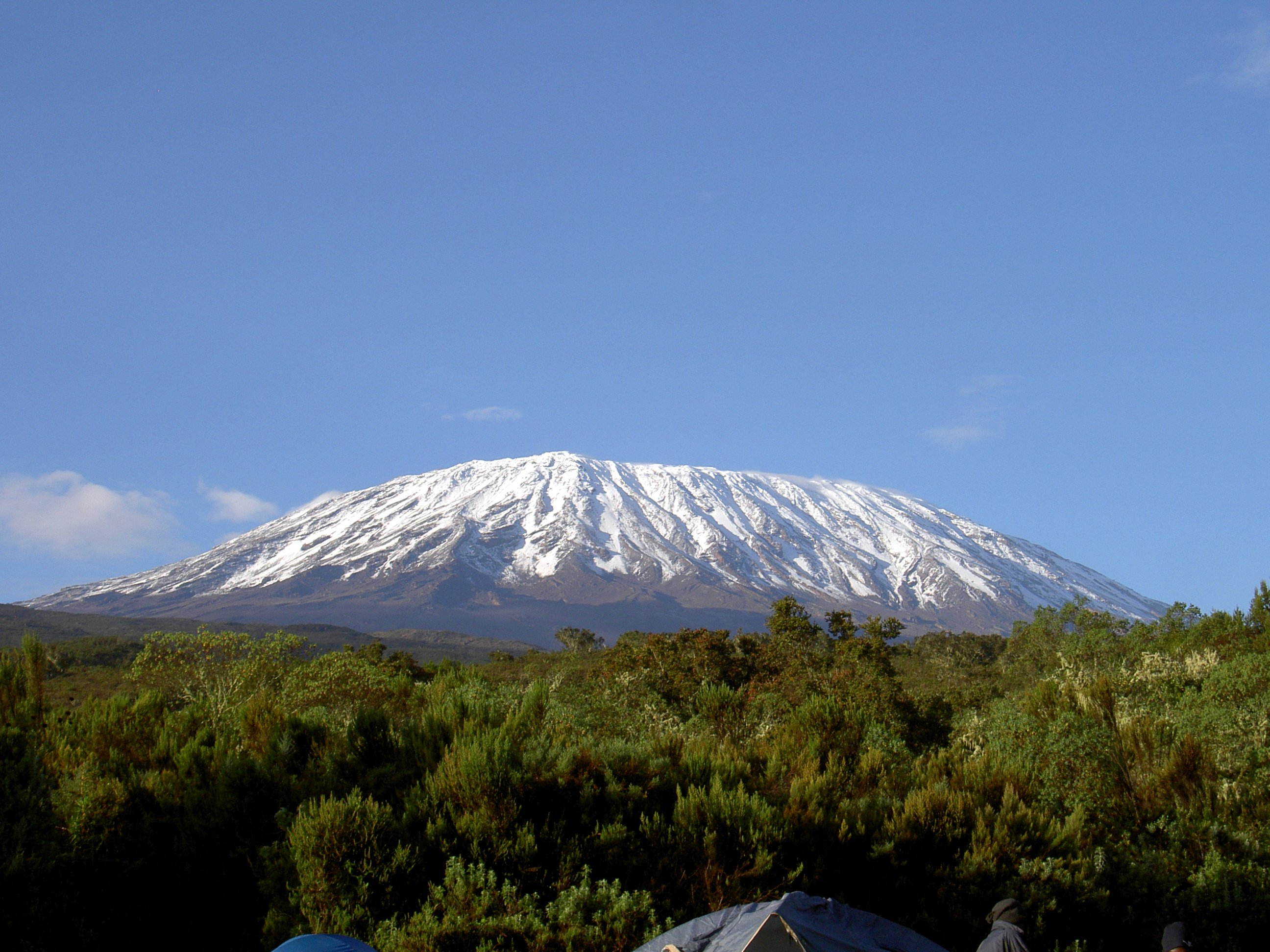
Kibo

Der höchste Berg Afrikas und vierthöchste der Seven Summits ist der Kibo (swahili ‚der Helle‘) im Nordosten von Tansania, nahe der kenianischen Landesgrenze. Er wird oft auch „Kilimandscharo“ genannt – dieser Name steht jedoch dem Gebirge zu, in dem er liegt und das zur einfacheren Unterscheidung auch als „Kilimandscharo-Massiv“ bezeichnet wird. Das komplette Massiv wurde zum Nationalpark erklärt. Der Schichtvulkan erreicht eine Höhe von 5895 Metern über dem Meer. Aus der ihn umgebenden Steppe erhebt er sich über 4000 Meter, weswegen der „Kilimandscharo“ häufig als höchster freistehender Berg bezeichnet wird. In den Listen der höchsten Berge, gemessen anhand ihrer Dominanz bzw. Schartenhöhe, nimmt er jeweils den vierten Platz ein. Bekannt ist der Kibo auch für seine vergletscherten Gipfelregionen, die keine 350 Kilometer südlich des Äquators das Landschaftsbild am Kilimandscharo prägen.
Nach seiner Entdeckung durch Johannes Rebmann im Jahr 1848 erreichten erstmals Ludwig Purtscheller und Hans Meyer am 6. Oktober 1889 den höchsten Punkt des Kibo, den Uhuru Peak (Uhuru ist Swahili für ‚Freiheit‘, peak Englisch für ‚Gipfel‘). Die Zahl derer, die einen Aufstieg versuchen, ist von Mitte der 1990er Jahre binnen eines Jahrzehnts von etwa 15.000 auf rund 25.000 gestiegen. Davon erreicht etwa die Hälfte den Uhuru Peak. Viele scheitern mangels guter Vorbereitung oder infolge geringer Akklimatisation an Erschöpfung, verstärkt durch die Höhenkrankheit. Dazu kommen spürbare Temperaturunterschiede während des Aufstiegs: Am Fuß des Berges herrschen regelmäßig über 30 °C, auf seinem Gipfel oft unter −20 °C.

### Elbrus

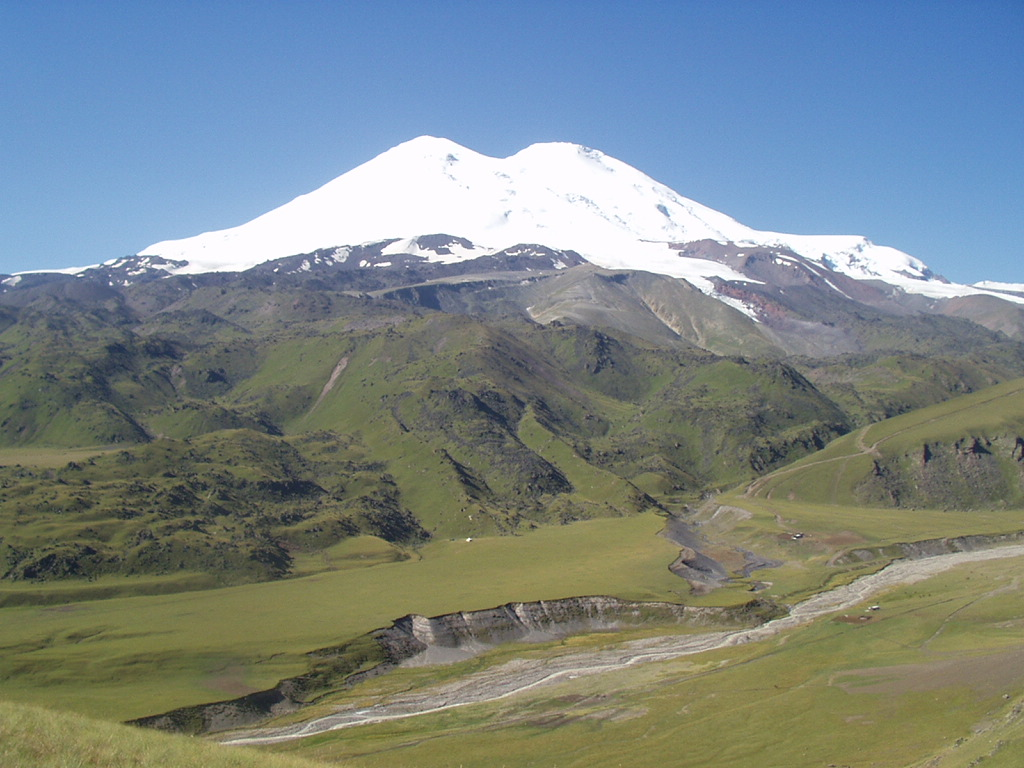
Die Nordseite des Elbrus

Der Elbrus ist mit 5642 Metern Höhe der höchste Berg im Kaukasus und der höchste Berg Russlands. Zählt man ihn zu Europa, ist er der höchste Berg des Kontinents. Der Doppelgipfel ist ein momentan nicht aktiver, stark vergletscherter Vulkan. Die Entfernung zwischen beiden Gipfeln beträgt 1500 Meter, der höchste Punkt liegt auf dem südlichen Kraterrand. Der Elbrus liegt im Prielbrusie-Nationalpark.
In der Liste von Messner ist der Elbrus derjenige Berg, der als Erster bestiegen wurde: am 28. Juli 1874 durch die Engländer Frederick Gardiner, Florence Crauford Grove, Horace Walker und den Schweizer Führer der Expedition, Peter Knubel. Der Elbrus ist heute touristisch gut erschlossen – Seilbahnen führen auf etwa 3800 Meter, auf 4200 Metern gibt es eine Hütte – und gilt daher als vergleichsweise leicht zu besteigen. Auch aus technischer Sicht ist der Aufstieg nicht allzu schwierig. Der Elbrus stellt aber höhere Ansprüche an die körperliche Fitness als der vergleichbar hohe Kibo. Pro Jahr sterben etwa 15 bis 30 Bergsteiger am Elbrus. Die meisten sind schlecht vorbereitet und ausgerüstet, ohne Bergführer unterwegs und nehmen sich nicht die Zeit, sich an die Höhenluft zu gewöhnen. Weil die Winter am Elbrus extrem kalt sind, wird der Berg in der Regel nur zwischen Mai und September bestiegen.

### Mont Blanc

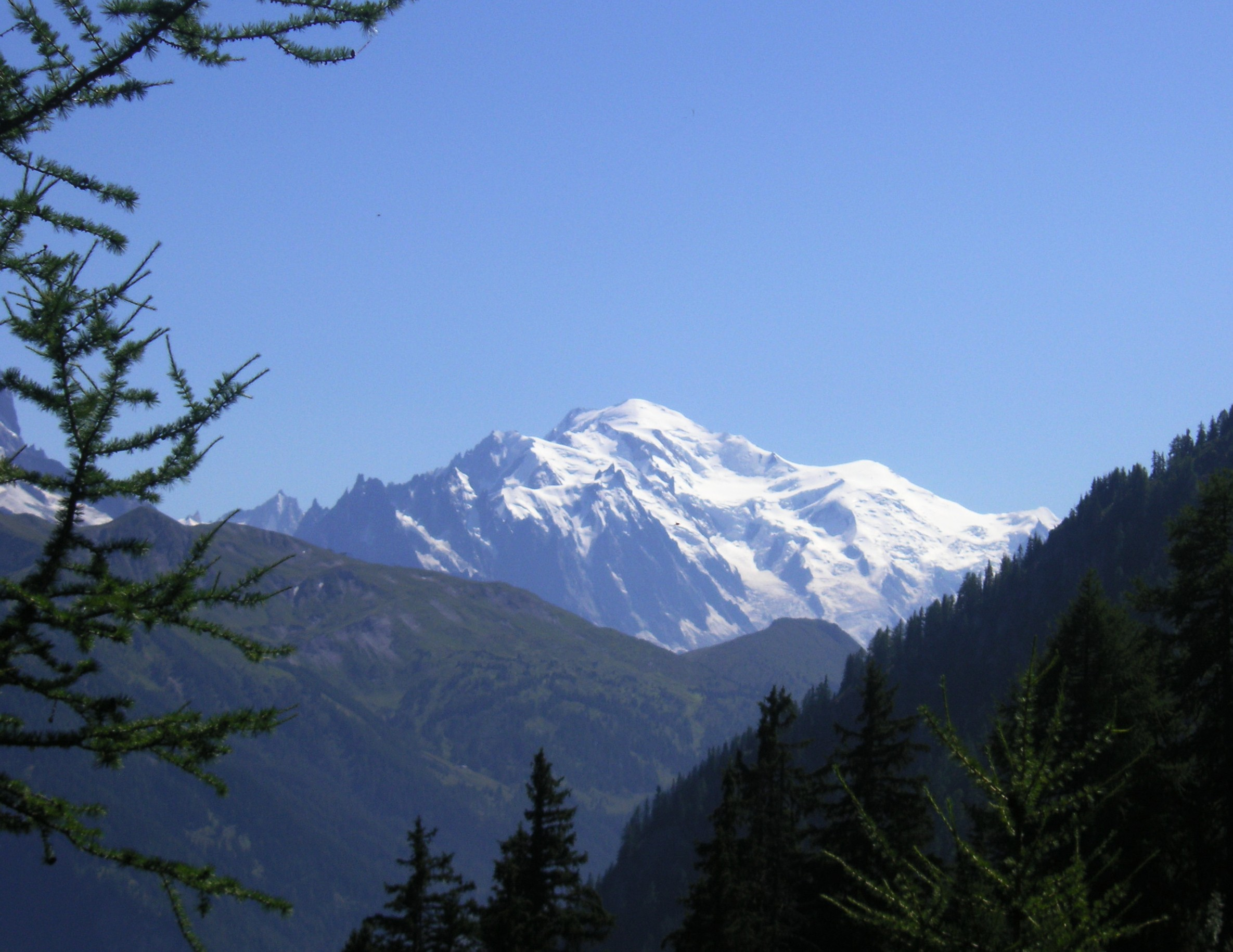
Mont Blanc vom Wallis aus

Der Mont Blanc (französisch; italienisch: Monte Bianco, beides ‚weißer Berg‘) ist mit 4805 Metern Höhe (4792 Meter ohne Eiskappe) der höchste Berg der Alpen und der höchste auf dem Gebiet der Europäischen Union. Ordnet man den Elbrus zu Asien und listet den Puncak Jaya als höchsten Berg Australiens, wie es etwa der deutsche Himalaya-Chronist Eberhard Jurgalski vorschlägt, ist er der niedrigste der Seven Summits. Sowohl Frankreich als auch Italien haben Anteil an dem Berg, wobei der Grenzverlauf auf dem Mont Blanc seit langem umstritten ist.
Von den hier aufgeführten Bergen wurde der Mont Blanc als Erster bestiegen: am 7. August 1786 durch Jacques Balmat und Michel-Gabriel Paccard. Der Berg gilt heute als nicht allzu schwierig, dennoch unterschätzen ihn viele, die ihn besteigen wollen. Knapp 25.000 machen sich jedes Jahr auf zum Gipfel. Um das Problem der überbelegten Hütten zu lösen, wurde im Juni 2019 eine Reservierungspflicht eingeführt. Diese gilt für Bergsteiger auf der Normalroute. Wegen der sehr hohen Zahl an Besteigungsversuchen haben sich über die Zeit entsprechend viele tödliche Unglücke ereignet – der Mont Blanc steht mit schätzungsweise 6000 bis 8000 Todesopfern (Stand 2017) an der Spitze der weltweiten Berg-Unfallstatistik.

### Mount Vinson

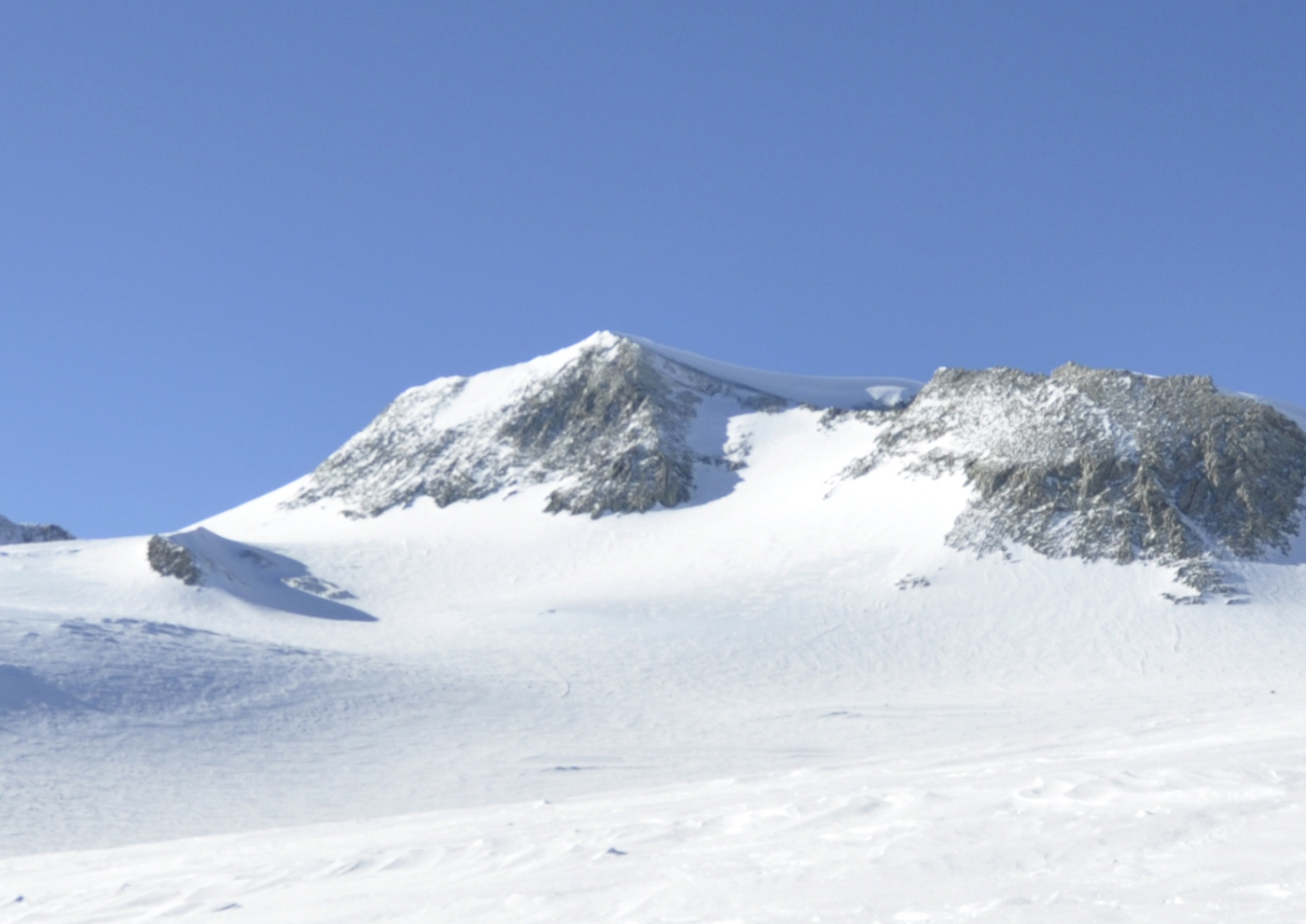
Das Vinson-Massiv

Der höchste Berg der Antarktis ist der 4892 Meter hohe Mount Vinson. Er liegt in der Sentinel Range innerhalb des von Chile beanspruchten Teils der Antarktis. Als letzter der Seven Summits wurde er bei einem Flug der US-Luftwaffe über dieses Gebirge 1957 entdeckt.
Unter den Seven Summits ist Mount Vinson außerdem der letzte, der bestiegen wurde: 1966 durch eine gemischte Expedition des American Alpine Club und der National Science Foundation. Unter der Führung von Nicholas Clinch erreichten Barry Corbet, John P. Evans, William Long und Peter Schoening am 17. Dezember den Gipfel, in den Tagen darauf folgten ihnen weitere Expeditionsmitglieder. Bis zur Saison 2006/07 haben über 1100 Menschen den Mount Vinson bestiegen. Die Schwierigkeiten der Besteigung liegen nicht in den technischen Anforderungen des Aufstiegs, sondern werden durch die extreme Lage (die Entfernung zum Südpol beträgt nur ungefähr 1200 Kilometer), Kälte und Stürme verursacht.

### Puncak Jaya

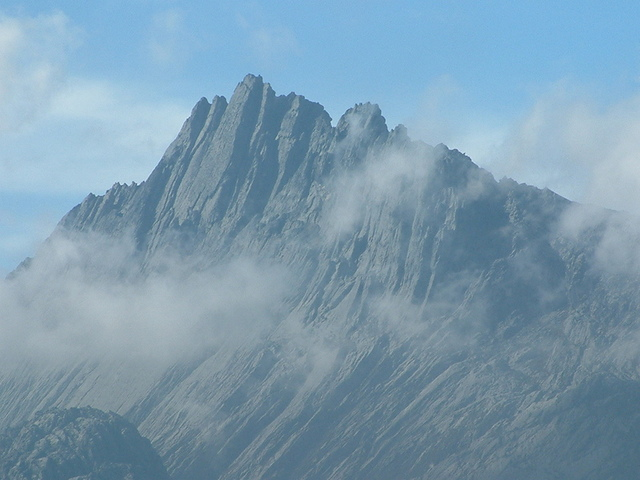
Puncak Jaya

Der indonesische Puncak Jaya („Siegesgipfel“, auch Carstensz-Pyramide und früher Djalaspitze genannt) ist mit 4884 Metern der höchste Berg des australischen Kontinents sowie weltweit der höchste Berg auf einer Insel. Obwohl deutlich höher als sein „Konkurrent“, der Mount Kosciuszko, ist er der niedrigste Berg in Messners Liste der Seven Summits. Er liegt im Maokegebirge im Nationalpark Lorentz im indonesischen Teil Neuguineas, unmittelbar neben der Grasberg-Mine, der größten Goldmine der Welt.
1623 wurde der Berg erstmals von einem Europäer gesichtet: Jan Carstensz, der später sein Namenspatron werden sollte. In der Reihenfolge der Erstbesteigungen ist er der vorletzte der Seven Summits: Am 13. Februar 1962 standen Heinrich Harrer, Philip Temple, Russel Kippax und Albert Huizenga als Erste auf seinem Gipfel. Für seine vergleichsweise geringe Höhe hat der Puncak Jaya seither relativ wenige Besteigungen erlebt. Dies hat verschiedene Gründe: Durch die Lage im indonesischen Urwald ist er schwer zu erreichen. Seine schroffe und steile Felswand macht ihn klettertechnisch zum schwierigsten der Seven Summits. Außerdem ist es schwierig, die verschiedenen für Anreise und Besteigung notwendigen Genehmigungen zu erhalten. So wurden beispielsweise zwischen 1995 und 2005 infolge politischer Unruhen gar keine Expeditionen auf den Berg zugelassen.

### Mount Kosciuszko

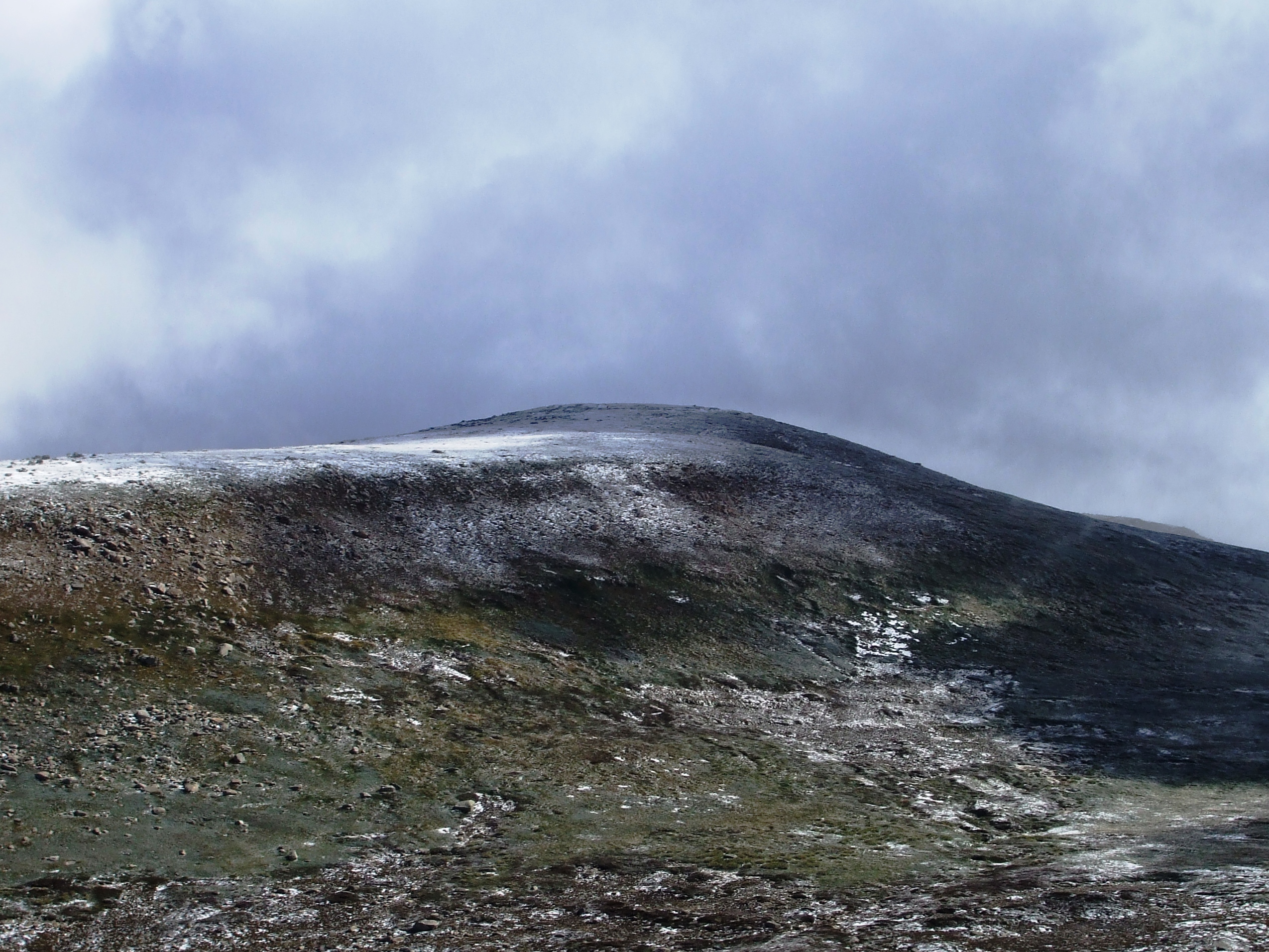
Mount Kosciuszko von der Südseite

Der Mount Kosciuszko misst 2228 Meter in der Höhe und ist damit der höchste Berg des australischen Festlandes. Gleichzeitig ist er der niedrigste der hier aufgeführten Berge – mehr als 2500 Meter niedriger als der nächsthöhere, der Mont Blanc. Er befindet sich im australischen Bundesstaat New South Wales in den Snowy Mountains. Das Gebiet um den Berg wurde zum Kosciuszko-Nationalpark erklärt.
1824 von Europäern entdeckt, erlebte der Mount Kosciuszko seine erste dokumentierte Besteigung bereits am 15. Februar 1840 durch den polnischen Forschungsreisenden Paweł Edmund Strzelecki, der ihn nach dem polnischen Nationalhelden Tadeusz Kościuszko benannte. Damit ist er in der Liste von Bass der erste je bestiegene Gipfel. Bergsteigerisch ist der Mount Kosciuszko keine Herausforderung, ein einfacher Wanderweg führt heute auf den Gipfel. Den ersten Teil des Aufstiegs kann man sogar per Sessellift bewältigen, danach sind noch sechs Kilometer bis zum Gipfel zurückzulegen – ein Weg, den im Jahr rund 100.000 Wanderer gehen. Obwohl die Besteigung aller Seven Summits in der Variante mit dem Puncak Jaya daher deutlich anspruchsvoller ist, wird der Berg von Seven-Summits-Sammlern nach wie vor bestiegen.

## Geschichte

### Anläufe auf die Seven Summits
Die Idee der Besteigung der jeweils höchsten Kontinentalgipfel als eine alpinistische Herausforderung kann nicht auf eine einzelne Person zurückgeführt werden. Viele Bergsteiger waren an dieser Entwicklung beteiligt, erste wichtige Erfolge gab es ab Mitte des 20. Jahrhunderts.
Der Erste, der fünf der höchsten Kontinentalgipfel bestiegen hatte, war 1956 der US-amerikanische Bergsteiger William Hackett (1918–1999). Hackett war ein erfahrener Expeditionsbergsteiger und hatte einige wichtige Erstbegehungen absolviert (z. B. Mt. McKinley West Buttress 1951). Bis 1956 hatte er den Mount McKinley (1947), den Aconcagua (1949), den Kibo (1950), den Mount Kosciuszko (1956) und den Mont Blanc (1956) bestiegen. Nach seiner Liste war der Mont Blanc der höchste Berg Europas. Für den Mount Everest gab es bereits Planungen, die aber aus verschiedenen Gründen nie realisiert werden konnten. Im Jahr 1985 nahm er mit 67 Jahren an einer Mount-Vinson-Expedition teil, erreichte aber selbst nicht den Gipfel. Für ihn blieb es bei fünf der Seven Summits.
Der japanische Bergsteiger und Abenteurer Naomi Uemura (1941–1984) bestieg 1966 den Mont Blanc und den Kibo, 1968 den Aconcagua, 1970 den Mount Everest und den Mount McKinley. Er kam damit ebenfalls auf fünf der Seven Summits, hatte dabei aber als Erster auch den höchsten und schwersten, den Mount Everest, inklusive. Er wollte den Mount Vinson bei einer Antarktisexpedition im Jahr 1983 besteigen, die aber wegen des Falklandkrieges nicht stattfinden konnte. Im Februar 1984 verunglückte er nach einer Winteralleinbesteigung des Mount McKinley.
Der Schweizer Bergsteiger Dölf Reist war 1956 der sechste Mensch auf dem Mount Everest und hatte in den folgenden Jahren weitere der höchsten Kontinentalgipfel bestiegen. Er kam 1971, einige Monate nach Naomi Uemura, ebenfalls auf fünf der Seven Summits.
Der Südtiroler Bergsteiger Reinhold Messner erreichte 1978 erstmals sechs der Seven Summits, das waren zu diesem Zeitpunkt zusätzlich zum Mont Blanc: die Carstensz-Pyramide (1971), der Aconcagua (1974), der Mount McKinley (1976), der Kibo (1978) und der Mount Everest (1978). Im Jahr 1983 bestieg Messner den Mount Kosciuszko, um auch der anderen Definition des Kontinents Australien gerecht zu werden (Bass-Liste). Ebenfalls 1983 bestieg Messner den Elbrus und sprach sich dafür aus, diesen als den höchsten Berg Europas zu werten. Im Dezember 1986 konnte er mit der Besteigung des Mount Vinson die Seven Summits vollenden. Er war zu diesem Zeitpunkt der fünfte Bergsteiger, dem das gelungen war, und der zweite, der die nach ihm benannte Messner-Liste (Carstensz-Version) absolviert hatte.

### Richard Bass und Frank Wells
Der US-Amerikaner Richard „Dick“ Bass entstammte einer Unternehmerfamilie, investierte in Öl, Gas und Kohle und betrieb ab 1971 das Snowbird Skiresort nahe Salt Lake City (Utah). Er hatte bereits früh Interesse für die Berge, war aber kein Bergsteiger. 1981 bestieg er den Mount McKinley und hatte danach die Idee, auch die höchsten Berge der anderen Kontinente zu besteigen. Im selben Jahr lernte er über einen gemeinsamen Bekannten Frank Wells kennen, den Präsidenten von Warner Bros. Wells hatte als Student bei einer Afrikareise (1954) den Kibo bestiegen und danach ebenfalls die Idee entwickelt, die höchsten Berge aller Kontinente zu besteigen. Bass und Wells einigten sich, ihre Idee gemeinsam umzusetzen. Sie waren zu dieser Zeit beide etwa 50 Jahre alt und körperlich nicht besonders fit. Die beiden Hobby-Abenteurer hatten nur sehr begrenzte Bergerfahrung und wenig Kenntnis von Natur und Ausrüstung. Andererseits hatten sie weitreichende finanzielle Mittel. Man war sich von Beginn an einig, dass dieses Unternehmen nur mit der Beteiligung erfahrener Bergsteiger und Bergführer umgesetzt werden konnte.
In den Jahren 1981 und 1982 versuchten Bass und Wells die Besteigung von Elbrus, Aconcagua und Mount Everest. Zwar konnte Bass die Gipfel von Elbrus und Aconcagua erreichen, trotzdem beschlossen sie, alle Seven Summits innerhalb eines Jahres, 1983, gemeinsam zu besteigen. Im Januar 1983 starteten sie ihr medienwirksames Projekt. In diesem Jahr gelang ihnen die Besteigung von sechs der Seven Summits: Aconcagua, Mount McKinley, Kibo, Elbrus, Mount Vinson und Mount Kosciuszko. Am Mount Everest erreichten sie eine Höhe von über 8000 Metern, konnten aber den Gipfel nicht erreichen. Danach beendete Wells auf Drängen seiner Frau seine Everest-Pläne, unterstützte Bass aber weiterhin beim Seven-Summits-Projekt.
1984 schlossen sich Bass und der US-amerikanische Bergfilmer David Breashears einer nepalesischen Everest-Expedition an, mussten sie aber wegen Problemen mit der Genehmigung abbrechen. Im folgenden Jahr waren Bass und Breashears mit einer norwegischen Expedition, der auch Chris Bonington angehörte, erneut am höchsten Berg der Welt. Am 30. April 1985 erreichten Bass, Breashears und Ang Phurba Sherpa den Everest-Gipfel. Bass konnte damit ein Jahr vor Messner die Seven Summits als Erster vollenden.

### Patrick Morrow
Im Jahr 1986 konnte der kanadische Bergsteiger Patrick „Pat“ Morrow als Erster die Seven Summits in der schwierigeren „Carstensz-Variante“ (Messner Liste) besteigen. Morrow hatte bis zum Jahr 1982 den Aconcagua, den Mount McKinley und den Mount Everest bestiegen. Zeitgleich mit Dick Bass und Frank Wells verfolgte er nach dem Everest-Erfolg (1982) sein eigenes Seven-Summits-Projekt, erst im Verlauf des Jahres 1983 erfuhren beide Parteien (und die Öffentlichkeit) vom Wettbewerb, in dem sie sich befanden.
Im Jahr 1983 konnte Morrow den Kibo und den Mount Kosciuszko besteigen, am Elbrus (5642 m) erreichte er wegen ungünstiger Wetterbedingungen nur den etwa 20 Meter niedrigeren Ostgipfel (5621 m). Währenddessen bemühte er sich um die Organisation einer Mount-Vinson-Expedition. Der Zugang zur antarktischen Sentinel Range stellte zur selben Zeit auch das finanziell besser ausgestattete Team Bass-Wells vor erhebliche organisatorische Schwierigkeiten. Morrow unternahm im Jahr 1984 eine Expedition nach Neuguinea, um die Carstensz-Pyramide zu besteigen, konnte aber wegen militärischer Restriktionen im Zuge des Papua-Konflikts den Berg nicht erreichen. Ebenfalls im Jahr 1984 scheiterte eine erste Antarktisexpedition, als ihr Flugzeug an der argentinischen Antarktis-Station Esperanza von einem Sturm beschädigt wurde. Bei einer neuen Antarktisexpedition konnte das Team um Morrow 1985 den Gipfel des Mount Vinson erreichen. Im Jahr 1986 bestieg Morrow auch den höchsten Berg Ozeaniens, die Carstensz-Pyramide. Für den letzten Gipfel seines Projekts musste Morrow in den Kaukasus zurückkehren, um den Hauptgipfel des Elbrus (Westgipfel) zu besteigen, am 5. August 1986 konnte er mit dieser Besteigung als Erster die Seven Summits in der Carstensz-Variante vollenden. Gleichzeitig wurde er auch der Erste, der beide Varianten absolviert hatte.

### Weitere Besteigungen
Auch weitere Bergsteiger hatten sich am Wettbewerb um die Seven Summits beteiligt und konnten kurz nach Dick Bass ihr Projekt vollenden, als zweiter Gerry Roach (USA), noch vor Patrick Morrow. Danach folgten Gerhard Schmatz, Oswald Oelz und Reinhold Messner. Hätte Messner seine Liste nicht am Elbrus, sondern nach klassisch-europäischer Sicht am Mont Blanc ausgerichtet, wäre er sogar der Erste gewesen. Messner stellte dennoch einen Seven-Summits-Rekord auf, und zwar nach beiden Listen: Er war der Erste, der alle Gipfel bestieg, ohne zusätzlichen Flaschensauerstoff verwendet zu haben.
Ende 1990 stellte das neuseeländische Bergsteiger-Duo Gary Ball und Rob Hall einen vielbeachteten Rekord auf, als es die Seven Summits nach Bass’ Liste in der Gesamtzeit von nur 214 Tagen (sieben Monaten) bestieg. Danach gründeten die beiden ein Unternehmen namens Adventure Consultants, in dem sie als Bergführer Expeditionen auf die Seven Summits leiteten. Beide starben später an einem Achttausender: Ball 1993 am Dhaulagiri, Hall 1996 beim Unglück am Mount Everest.
Die erste Frau auf den Seven Summits war am 28. Juli 1992 die Japanerin Junko Tabei, nach beiden Listen. Bis Mitte 1994 hatten 27 Bergsteiger mindestens eine der beiden Listen komplettiert, bis Mitte 1999 waren rund 60 erfolgreich. Bis Januar 2005 hatten 81 Messners Carstensz-Variante und 91 Bass’ Kosciuszko-Variante vervollständigt; rund 40 Prozent hatten beide Versionen abgearbeitet. Im August 2010 hatten 275 Bergsteiger die Seven Summits in einer der beiden Varianten bestiegen, darunter 37 Frauen. 179 davon haben auf der Carstensz-Pyramide gestanden, 200 auf dem Mount Kosciuszko, 104 auf beiden.
Ende 2011 aktualisierte Harry Kikstra zum letzten Mal die differenzierten Besteigungslisten auf seiner Website. Als letzten Absolventen der Seven Summits verzeichnete er damals den US-Amerikaner Jordan Romero, der am 24. Dezember 2011 im Alter von 15 Jahren den letzten Gipfel bestiegen hatte und dabei der jüngste Absolvent beider Einzellisten von Bass und Messner wurde. Die entsprechenden Altersrekorde hielten zu diesem Zeitpunkt der Spanier Ramón Blanco, der mit 70 Jahren Bass’ Liste vervollständigte, und der Japaner Takao Arayama, der mit 74 Jahren Messners Liste komplettierte. Blanco schloss diese im Alter von 73 Jahren ebenfalls ab, sodass er außerdem der älteste Absolvent beider Listen wurde.
Im August 2016 veröffentlichte Kikstra noch einmal eine zusammenfassende Liste und eine statistische Auswertung. Demnach hatten bis Juni 2016 insgesamt 416 Menschen die Seven Summits bezwungen – 345 Männer und 71 Frauen. 291 hatten Messners Carstensz-Variante absolviert und 263 die Kosciuszko-Variante von Bass, 148 hatten die kombinierte Variante mit acht Gipfeln bewältigt. Acht hatten es ohne zusätzlichen Sauerstoff geschafft. 127 erfolgreiche Bergsteiger aus den USA führten mit großem Abstand die Länder-Statistik an. Jordan Romero hielt nach wie vor den Rekord als jüngster Besteiger nach beiden Listen. Den Altersrekord in der Messner-Version hielt nun der Kanadier Werner Berger, der den letzten Gipfel im Alter von 76 Jahren bestiegen hatte.
Der Zeitrekord aus dem Jahr 1990 (214 Tage für die Bass-Variante) wurde danach mehrfach unterboten, etwa von dem US-Amerikaner Colin O’Brady, der im Mai 2016 mit 132 Tagen einen neuen Rekord nach beiden Listen aufstellte. Seit dem 14. Mai 2018 hält Steven Plain mit einer Zeit von 117 Tagen und 6:50 Stunden den Rekord nach der Messner-Liste. Gemessen an der reinen Besteigungszeit nimmt der Österreicher Christian Stangl für sich in Anspruch, der Schnellste gewesen zu sein: Nach eigenen Angaben benötigte er für die Gipfel der Messner-Liste insgesamt nur 58 Stunden und 45 Minuten.

## Seven Second Summits
Schwieriger als die Besteigung aller Seven Summits gilt die der jeweils zweithöchsten Berge eines jeden Kontinents. Diese werden unter der Bezeichnung Seven Second Summits gelistet. Auch hier können wegen der unklaren Grenzen Europas und Australiens jeweils verschiedene Berge in Betracht gezogen werden.

## Seven Third Summits, Triple Seven Summits
Die jeweils dritthöchsten Berge der Kontinente werden als Seven Third Summits bezeichnet. Christian Stangl schloss im August 2013 als Erster diese Besteigungsserie ab. Zugleich bewältigte er damit als Erster die Besteigung der Triple Seven Summits – der höchsten, zweithöchsten und dritthöchsten Gipfel auf sieben Kontinenten.